# Teògenes d'Atenes (ambaixador)
Teògenes (en llatí Theogenes, en grec antic Θεογένης) fou un ambaixador atenenc.
Va ser enviat a la cort de Darios II de Pèrsia el 408 aC, després d'obtenir un salva conducte del sàtrapa Farnabazos II; però quan travessava aquella satrapia va ser arrestat per orde de Cir el Jove i no va ser alliberat fins al cap de tres anys. Potser era el mateix Teògenes que el 404 aC era un dels Trenta tirans d'Atenes.